# フリーゲンダー・ハンブルガー

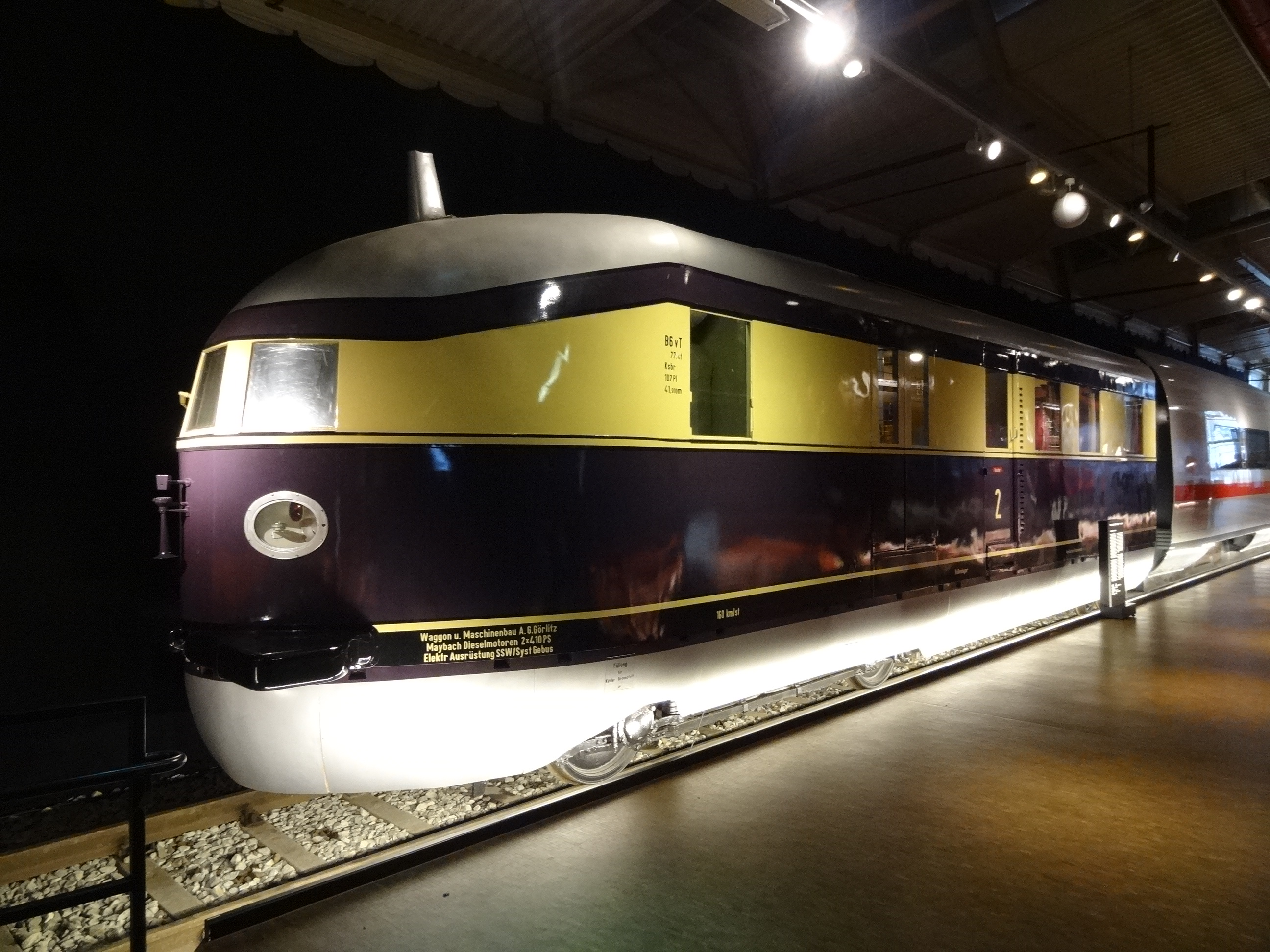
SVT877の復元モックアップ

フリーゲンダー・ハンブルガー （Fliegender Hamburger）は、第二次世界大戦前のドイツの特急列車に使用された流線形気動車（DRG Baureihe SVT877）の愛称である。あるいは、その車両によって運用された、ベルリン - ハンブルク間の列車を意味することもある。
英語圏では "Flying Hamburger"（フライング・ハンバーガー）として呼ばれている。第二次世界大戦前において、営業運転を行った列車としては、駅間平均速度ベースで、世界で最も速い列車として知られた。
この列車の登場以降、ドイツ国内を縦横に結ぶ高速列車網が構築された。本稿では「フリーゲンダー・ハンブルガー」以外にも、そこから派生した、当時のドイツの高速列車とその車両に関しても記述する。

## 背景
地域毎に運営主体が分かれていたドイツの鉄道は、第一次世界大戦の敗戦後、国家による一元運営となり、1920年に「ドイツ国営鉄道」（DR: Deutsche Reichsbahn、現・ドイツ鉄道）が発足する。ドイツ国鉄発足後は、鉄道技術の高度化を推進するが、スピードアップについても研究開発が進められた。
1930年代に入ると、道路網や空港の整備が急速に進んだ。その結果、自動車や航空機への転移が進み、いわゆる「鉄道離れ」が起こるようになる。ドイツ国鉄では、自動車や航空機への対抗上、国内の大都市間をより高速で結ぶ、新しい列車を走らせる必要に迫られた。そこで、より高速運転が可能な車両の開発や、より高速運転が可能な地上設備への改良を行うことで、大都市間の所要時間を大幅に短縮する計画を立て、実行した。
この列車のために電気式気動車が製造され、首都ベルリンと、ドイツ国内の主要都市を結ぶ列車に順次投入されることになった。まず1932年に最初の車両が製造され、翌1933年5月より第一弾として、ベルリンと第2の都市ハンブルクを結ぶ特急列車として営業運転を開始した。その列車に運用された車両が「フリーゲンダー・ハンブルガー」（空飛ぶハンブルク人）である。

## 車両

### SVT 877
運転開始に先立ち、1932年に、連接式2両編成の電気式気動車「SVT877」1編成が、ゲルリッツ車両機械製造会社（WUMAG: Waggon- und Maschinenbau AG Görlitz）で製造された。
車体は、風洞実験の結果採用された流線形車体で、高速運転のため、車体は軽量化されている。塗装はクリームと青紫の塗り分けで、これは当時のドイツの看板列車でもあった豪華特急列車「ラインゴルト」と同じ組み合わせである。
機関はマイバッハ製の12気筒ディーゼルエンジン（1台あたり410馬力）で、編成両端の先頭車の運転台の裏に1台ずつ設置した。それに直結した直流発電機で発電した電気で電動機（1台あたり302kW、編成全体で604kW）を駆動するものである。
屋根上に設置された排気管の方向が走行時の空気流を利用して（風見鶏と似た原理）進行方向により換わるようになっていた。
これらの機構により、最高速度160km/h運転を可能とした。
ブレーキは、空気ブレーキのほか、電磁吸着ブレーキ（レールブレーキ）を装備し、160km/hから800m以内で停止できるようになっている。
車内は定員98席の座席と、小規模なビュッフェが設置されている。全車全座席が2等車（当時のドイツの鉄道は3等級制で、2等車は現在の日本のグリーン車に相当する）である。これは、高級ビジネスユーザをターゲットとしていたためである。

### 量産車

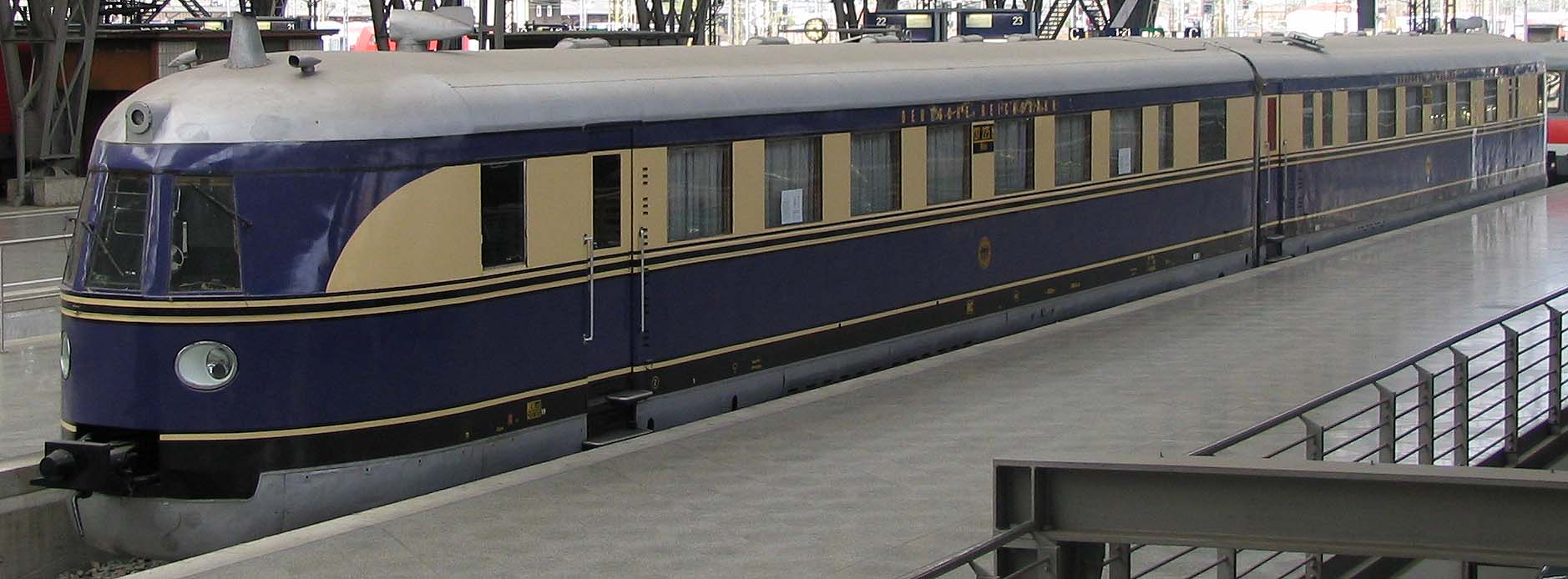
ライプツィヒに展示されているハンブルク型車両(SVT137 225)

SVT877編成を元に5種類の車両が作られた。これらは高速気動車(Schnellverkehrs-Triebwagen, SVT)と総称される。
- ハンブルク型("Bauart Hamburg"), 2車体, 連接台車, 604 kW, 2'Bo'2', No 137 149 - 137 152 / 137 224 - 137 232
- ライプツィヒ型("Bauart Leipzig"), 3車体, 連接台車, 884 kW, 2'Bo'Bo'2', No 137 153 – 137 154 / 137 233 – 137 234
- ケルン型("Bauart Köln"), 3車体, 14編成, 通常のボギー台車 "BauartGörlitz", 882 kW / 956 kW,   2'Bo'+2'2'+Bo'2', 160 t, 132 座席, No 137 273 - 278 / 137 851 - 858.
- ベルリン型("Bauart Berlin"), 4車体 動力車/郵便車を含む, 低速ディーゼルエンジン 970 kW 1基, 2'Bo'2'2'+'2'2'+Bo'2', 210.6 t, 126 座席, No 137 901 - 902
- 「クルッケンベルク」SVT 137 155, Franz Kruckenberg(シーネンツェッペリンの製作者)により設計され、1934年に作成された。流体式, 3両。通常運用には使用されなかった。1939年6月23日にハンブルク-ベルリン間で215 km/hの速度記録を樹立した。この車両の技術は西ドイツ国鉄のVT 10.5型、VT 11.5型、東ドイツ国鉄のVT 18.16型に生かされた。

伝達方式はライプツィヒ型のうち2編成と「クルッケンベルク」が流体式でその他は電気式である。

## 運用

### SVT 877
1933年5月15日より、ベルリン・レルター駅（現在のベルリン中央駅の位置にあった駅） - ハンブルク中央駅 - ハンブルク＝アルトナ駅の間で、FD1 列車・FD2 列車として営業運転を開始した。列車種別は1935年から"FDt"（"Fernschnellzug mit Triebwagen", 長距離急行動車列車、意訳すれば特急気動車列車）となった。
ベルリン・レルター - ハンブルク中央間の283kmを途中無停車で2時間18分で結び（全運転区間は293km）、駅間平均速度は124km/hに達した。これは当時、世界最高の平均速度記録であった（表定速度ベースで、日本（鉄道省）の特急「つばめ」は約69km/h、阪和電鉄の特急が約82km/h）。
ただし、初期故障も少なくなく、また試験や展示のため機関車+客車の編成で代替されることも少なくなかった。
第二次世界大戦の開戦を前にした1939年8月22日をもって運転休止となり、以後、復活することはなかった。この間わずか6年のことである。
第二次世界大戦中は、軍用列車に運用された。
戦後はフランス占領地域内で軍用列車に運用されたほか、1949年から数年間は、フランクフルト・アム・マインとバーゼルを結ぶ列車にも運用されたことがある。
1957年に営業運転を終了し廃車され、現在1両の前頭部カットボディが、ニュルンベルク交通博物館（DB Museum）で展示されている。

### 量産型
SVT877の成功を受けて、ドイツ帝国鉄道は気動車を用いたベルリンと他の都市を結ぶ高速鉄道網の更なる拡張に取り掛かった。最初に着手されたのは「ハンブルク型」と呼ばれる車両で、SVT877とは少し異なる車両が作られた。車体長は2.3m伸び、座席配置は2+1から3+1に変更され、座席数は77席から99席に増やされた。
1935年7月1日からベルリン - ハノーファー - ケルン間で、同年8月15日からベルリン - ライプツィヒ - エアフルト - フランクフルト間で、翌1936年からはベルリン - ニュルンベルク - ミュンヘン / シュトゥットガルト間でも運行を開始した。
1936年2月17日には「ライプツィヒ型」が205km/hの世界記録を樹立した。平均速度は109km/hだった。
SVTの運行は第二次世界大戦の開戦を前に1939年8月に終了した。戦争中は軍用列車として運行された。
終戦後、SVTは戦勝国に接収された。SVT137 274 は米国の占領地域で使用され、「技術的に興味深い対象」として米国バージニア州ニューポートニューズのフォート・ユースティスに運ばれた。
SVT137 852 は1949年、チェコスロバキア国鉄のプラハ - ブラチスラヴァ間で運行された。SVT137 855 はソ連国鉄（現・ロシア鉄道）で DP-14 として運行された。
SVT137 225 は東ドイツ国鉄によって1975年まで使用された。この車両は1991年に元の塗装に塗り直されて、現在はライプツィヒ中央駅に展示されている。

## 影響
「フリーゲンダー・ハンブルガー」の登場とほぼ同じ時期に、米国でも「ユニオン・パシフィック鉄道M-10000形」「パイオニア・ゼファー」などの高速気動車列車が登場している。これらの列車の成功により、全世界で流線形車両が流行したほか、気動車による高速列車が、欧米を中心に、多数走るようになった。
日本でも、鉄道省がキハ43000形気動車を南満洲鉄道がジテ1型気動車をそれぞれ開発・供用が行われている。
この車両の先進的な設計はヘンシェル社が1935年にベルリン - ドレスデン間で流線形の蒸気機関車で同等の性能を発揮した「ヘンシェルヴェーグマン」列車を開発する動機となった。